# 三和太
三和 太（みわ ふとし、1978年11月28日 - ）は、日本のプロレスラー、タレント。北海道苫小牧市出身。身長160cm、体重145kg、スリーサイズは130-130-130。兄は元DDTプロレスリング会長の三和哲充。

## 経歴
- 2001年12月12日、DDTプロレスリング後楽園ゆうえんちジオポリス大会の対三和亮戦でデビュー。
- 覆面レスラー「THE MAC」の名でも活動している。
- 2007年、会社から痩せろと言われたが、痩せる気がないため自由契約となる。
- ハワイアン軍団「aWo」のキング・アラモアナとなる。
- ダンプ松本に扮してダンプー松本としてリングに上がる。
- 2009年、痩せろといわれたが、増えてもいないのでDDTと再契約。
- 2010年も120kg以下になるまで試合に出られないという条件で契約更新してたびたびスポット参戦していたが、結局クリアできず自己申告により2010年度をもって契約満了としてフリーとなった。

## タイトル歴
- アイアンマンヘビーメタル級王座
- 大森夢フェア認定世界大森級王座 （初代、THE MAC）

## メディア出演

### テレビ
- 天才てれび君MAX
- オオカミ少年
- めちゃ×2イケてるッ!
- オールスター感謝祭
- 未来講師めぐる
- 『ぷっ』すま
- 草野キッド
- お笑い道

### 映画
- デビルマン

### CM
- 記念ライダー